# Física Ragdoll

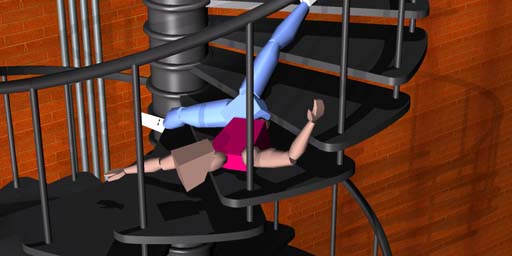
Animação de 1997 usando física Ragdoll

A Física Ragdoll é um tipo de animação processual da física frequentemente usada como substituto das animações estáticas tradicionais de mortes em videogames e filmes de animação.

## História
Os primeiros jogos usavam animações criadas manualmente para as sequências de morte de um personagem. A vantagem era o baixo uso da CPU, pois os dados necessários para animar um objeto eram escolhidos a partir de um número definido de quadros por segundo. À medida que os computadores aumentavam a potência, tornou-se possível fazer simulações físicas limitadas em tempo real. Um boneco de pano é, portanto, uma coleção de vários corpos rígidos (cada um dos quais normalmente é conectado a um osso na animação esquelética), unidos por um sistema que restringe a maneira como os ossos podem se mover um com outro. Quando o personagem morre, seu corpo começa a desmoronar no chão, tendo essas restrições no movimento de cada articulação, que geralmente parece mais realista.
O termo Ragdoll vem de um problema que os articulados sistemas, devido ao limite de solucionadores utilizados, tendem a ter pouca ou nenhuma articulação do músculo rígido, levando o personagem a um colapso parecido como uma boneca de pano, muitas vezes comicamente improvável ou posições comprometedoras.
O Jurassic Park, licenciado o jogo Jurassic Park: Trespasser, usou a física Ragdoll em 1998, mas recebeu opiniões muito polarizadas. A maioria foi negativa, pois o jogo teve vários erros. Foi lembrado, no entanto, por ser pioneiro na animação dos videogames.
O uso moderno da física Ragdoll vai além das sequências de morte. Existem jogos de luta em que o jogador controla uma parte do corpo do lutador e o resto segue, como Rag Doll Kung Fu, e jogos de corrida como a série FlatOut.
As tecnologias de animação recentes, como aqueles encontrados em NaturalMotion's Euphoria Software, têm permitido o desenvolvimento de jogos que utilizavam a física Ragdoll como uma parte integrante da experiência de jogo imersiva, em oposição ao uso antiquado de técnicas de animação em lata. Isso é visto em Grand Theft Auto IV, Grand Theft Auto V, Red Dead Redemption, Max Payne 3 e Red Dead Redemption 2, além de títulos como Star Wars: The Force Unleashed, da LucasArts, e Puppet Army Faction's Kontrol, que apresenta locomoção de boneca de pano movida a 2D em superfícies irregulares ou em movimento.

## Abordagem
Os Ragdolls foram implementados usando o algoritmo de Featherstone e contatos de amortecimento de molas. Uma abordagem alternativa utiliza solucionadores de restrições e contatos idealizados. Embora a abordagem de corpo rígido e restrito às bonecas de pano seja mais comum, outras técnicas de "pseudo-boneca de pano" foram usadas:
- Integração Verlet: Usada por Hitman: Codename 47 e popularizada por Thomas Jakobsen[3], essa técnica modela cada osso de caractere como ponto conectado a um número arbitrário de pontos através de restrições simples. As restrições de Verlet são mais simples e rápidas de resolver do que a maioria daquelas em um sistema de corpo rígido totalmente modelado, resultando em menos uso de CPU para caracteres.

- Pós-processamento de Cinemática Inversa: Usada em Halo: Combat Evolved e Half-Life, essa técnica se baseia na reprodução de uma animação de morte predefinida e no uso de cinemática inversa para forçar o personagem a uma determinada posição após a animação ser concluída. Isso significa que, durante uma animação, um personagem pode acabar cortando a geometria do mundo, mas depois que descansa, todos os seus ossos ficam em espaço válido.

- Boneca de pano Misturada: Essa técnica foi usada em Halo 2, Halo 3, Call of Duty 4: Modern Warfare, Left 4 Dead, Medal of Honor: Airborne e Uncharted: Drake's Fortune. Ele funciona reproduzindo uma animação pré-criada, mas restringindo a saída dela ao que um sistema físico permitiria. Isso ajuda a aliviar a sensação da boneca de pano ficando mole de repente, permitindo também a interação ambiental correta. Isso requer processos de animação e física, tornando-o ainda mais lento que o boneco de pano tradicional, embora os benefícios do realismo extra pareçam ofuscar a redução na velocidade de processamento. Ocasionalmente, o modelo do jogador ragdolling parece que se estica e gira em várias direções, como se o personagem fosse de borracha. Esse comportamento irregular foi observado em jogos que usam determinadas versões do mecanismo Havok, como Halo 2 e Fable II.

- Animação Processual: Tradicionalmente usada em mídia sem tempo real (Filme, TV, etc), esta técnica, usada na série Medal of Honor a partir do European Assault, emprega o uso de modelos físicos de várias camadas em personagens que não jogam, como ossos músculos e sistemas nervosos, e elementos cênicos deformáveis de "materiais simulados" em veículos, etc. Ao retirar o uso de animação pré-criada, cada reação vista pelo jogador é única, embora ainda determinante.